# 군종장교
군종장교는 군대에서 성직자의 임무를 담당하고 수행하는 특수직 장교이다. 현재 대한민국 군대에서는 개신교, 천주교, 불교, 원불교 성직의 군종장교가 존재한다. 군종장교의 임관당시 계급은 중위가 대부분이나, 군복무를 한 성직자가 다시 군대에 들어오는 경우는 대위로 임관한다. 천주교 군종신부와 원불교 군종교무들은 군복무를 마치고 입대하기 때문에 대위로 임관한다. 개신교와 불교 군필자 중에서도 군복무를 한 사람이라면 대위로 임관한다. 하지만 대부분의 개신교 군종목사들과 군종법사들은 중위로 임관한다.
- 군종장교의 선발 기준은 각 종교마다 다르지만, 신체,정신,사상이 건전해야 하며, 국방부에서 지정한 종교 대학을 졸업한 뒤 국방부 주최시험인 군종사관후보생 시험[1](국어, 영어, 한국사, 윤리, 사회)에 합격해야 한다.[2]
  - 개신교 : 군종목사라 하며 국방부 지정 신학대학 2학년에 재학 중에 국방부 주최 군종사관후보생 시험(국어, 영어, 한국사, 윤리, 사회)에 합격한 사람이 신학대학원을 졸업하고 목사의 자격을 취득한 후에 성직경력에 따라 군종목사 중위 또는 대위로 임관하게 된다. 군종사관후보생 선발 시험에 합격하면 합격 후 6년 이후 입대하게 된다. 가장 교세가 크기 때문에 거의 대부분 대령 보직인 군종감에 군종목사가 임명된다.
  - 천주교 : 군종신부라 하며 신부들 본인이 원해서 지원하는 경우도 있지만, 원 교구의 명령에 의거하여 천주교 군종교구로 파견되는 형식을 취한다. 이들은 신학교 2학년을 마친 후 바로 휴학을 하여 이등병으로 군입대를 한 뒤 군복무를 한다. 그 후 복학해서 신학교를 졸업한 뒤 사제 서품을 받고서 지원 또는 교구의 명령이나 신부 본인의 희망[3]에 의해 군종교구에 파견된다. 신부가 군필이라면 대위로 임관하게 된다.
  - 불교 : 군종법사라고도 하고 군종 승려라고도 한다.
    - 대한민국 국군 : 한국에서는 군 미필자 중 동국대 불교대학 혹은 중앙승가대를 졸업한 스님들/ 병역을 필한 4년제 대학을 졸업한 스님들 중 군종법사가 되고 싶어하는 스님분들이 군종교구 시험에 합격하면, 군종법사 중위로 임관하게 된다. 한국군 군종승려는 전부 국방부에 홀로 조계종만 인가를 받았기에 다른 종파 승려는 군종병으로 입대한다. 단 비구니로만 구성된 종단인 보문종은 승려 군종병 배출을 안한다.
    - 중국 인민해방군 : 중국 인민해방군에서는 군종법사가 되기 위해서는 비구 및 무술을 연마하는 전투승(무술승.무술시범승)이라는 2가지 자격이 필수다. 비구니와 비전투승 출신은 군종 승려가 될 수 없으며 다른 중국 내 사찰 전투승들도 군종 승려를 배출하지만 그 유명한 숭산 소림사 소재 전투승들이 자주 군종 승려로 배출되는 편이다. 또한 중국 군법당 주지스님은 최소 중위 이상은 되어야 군법당 주지스님이 될 수 있으며, 소위 시절에는 군법당 주지스님 밑에서 활동하는 경우도 있다. 군종법사가 되고 싶어하는 전투승 자격을 가진 스님분들이 설법 등의 이론과 실기 등의 군속 시험을 쳐서 소위 계급으로 임관하여 중국 인민해방군 군종 승려로 군법당에서 복무한다. 또한 중국 군종 승려는 전투승 출신으로 무술을 연마한 스님답게 무술 교관의 역할도 겸하며, 전투승 시절 때도 그랬지만 삼정육.오정육.구정육에 해당하지 않는 육식은 언제든지 가능하다. 그러나 술이나 오신채(파.마늘.부추.흥거.달래)는 여전히 금지다.참고로 중국에서 항일전쟁 시기 여타 승려들이 전투승 자격으로 군에 입대해서 외국의 적에 대항하여 자국의 무고한 생명들을 구하고자 맞서서 싸웠고 이들 승려들로만 이루어진 부대들을 승중중대로 불렀다고 한다.이 사례들도 중국 군법당의 군법회에서 승중중대의 사례도 설법 내용으로 자주 등장하는 편이다. 또한 군종 승려가 불명예 전역을 당하면, 중국 불교에서 인정하는 전투승 자격이 박탈되어 비전투승이 된다.
    - 태국군 : 태국군에서는 스님이 군종승려가 되려면 마하출라롱콘대학 또는 마하마존대학을 졸업 후 지원자격이 있는 승려가 승군시험과 현직 군종승려의 면접을 통해 합격하면은 6개월 간 군종사관 과정을 거쳐 소위(러이 뜨리)로 임관해서 군종 승려로 복무한다.
    - 러시아군 : 티베트 불교 승려만 인정한다

  - 원불교 : 최근에 생겨난 군종 종파로서, 군종교무라고 한다 천주교와 마찬가지로 병역을 필한 후 군종교무가 되기 때문에 대위로 임관한다.